# خورشیدگرفتگی ۱۴ ژانویه ۲۰۲۹
خورشیدگرفتگی ۱۴ ژانویه ۲۰۲۹ (به انگلیسی: Solar eclipse of January 14, 2029) یک خورشیدگرفتگی از نوع خورشیدگرفتگی جزئی است. این خورشیدگرفتگی در تاریخ ۱۴ ژانویه ۲۰۲۹ میلادی (‎۲۵ دی ۱۴۰۷ خورشیدی) روی خواهد داد که زمان اوج آن، ساعت ۱۷:۱۳:۴۸ به‌وقت ساعت هماهنگ جهانی است.